# Sairocarpus nuttallianus
Sairocarpus nuttallianus är en grobladsväxtart som först beskrevs av A. Dc., och fick sitt nu gällande namn av David A. Sutton. Sairocarpus nuttallianus ingår i släktet Sairocarpus och familjen grobladsväxter. Inga underarter finns listade i Catalogue of Life.